# 卡利亚语
卡利亚语（kʰaɽija或kʰeɽija）是一种由印度东部的卡利亚族使用的南亚语系蒙达语族语言。

## 历史
据保罗·西德维尔，南亚语人群在约4000-3500年前从东南亚抵达奥利萨邦海岸。

## 系属分类
卡利亚语属于蒙达语族的卡利亚–朱昂语支。其现存的亲缘语言是朱昂语，但关系很远。
最公认的分类将卡利亚语和朱昂语一起归入蒙达语族南蒙达语支。但一些更早的分类方案将卡利亚–朱昂语支称作中蒙达语支，是一个从蒙达语族根部分离出的语支。
卡利亚语与萨德里语（当地主要语言）、蒙达里语、库鲁克语、信德语和奥里亚语（在奥利萨邦）。

## 分布
卡利亚语分布在下列县。
- 贾坎德邦
  - 辛德伽县
  - 根拉县
- 恰蒂斯加尔邦
  - 苏古贾县
  - 赖加尔县
- 奥利萨邦
  - 松达加尔县